# Hey-Hey-Hey-Hey!
Hey-Hey-Hey-Hey! è una canzone di Little Richard del febbraio 1958. Sono state varie le cover del pezzo: si annoverano, fra gli artisti, Gene Vincent (1964), i Beatles (prima pubblicazione: 1964), Pete Best (1965) e un duetto tra Penniman e Masayoshi Takanaka (1992). La versione del pianista statunitense era stata pubblicata come b-side di Good Golly Miss Molly; Little Richard talvolta la unì con Kansas City, composta da Jerry Leiber e Mike Stoller.

## Lacoverdei Beatles
Il medley Kansas City/Hey, Hey, Hey, Hey! veniva spesso suonato nei concerti dai Beatles a partire dall'ottobre 1962, dopo averlo sentito eseguire dal vivo proprio da Little Richard durante i concerti inglesi in cui si erano esibiti come gruppo di spalla del cantante statunitense. Registrate dal vivo, sono apparse due versioni: una, pubblicata su Live! at the Star-Club in Hamburg, Germany; 1962 (1977) mentre un'altra venne filmata il 22 agosto 1962 al Cavern Club per il programma televisivo Know the North, e venne mixata il 5 del mese successivo; l'unico altro brano registrato nell'occasione e conservato negli anni è stato Some Other Guy. Una parte di questa versione appare, coperta da un intervento parlato, nell'Anthology. Altre quattro versioni dal vivo, stavolta "live in studio", sono state registrate per la BBC:
- il 16 luglio 1963; trasmessa il 6 agosto per il programma Pop Go the Beatles. È stata inclusa su Live at the BBC del 1994;
- il 1º maggio 1964; trasmessa il 18 dello stesso mese per il programma From Us to You;
- il 17 luglio 1964; trasmessa il 3 agosto nuovamente per il programma From Us to You
- il 25 novembre 1964; trasmessa il 26 dicembre su Saturday Club[2]. È stata inclusa su On Air - Live at the BBC Volume 2 del 2013[4];

Il medley venne eseguito anche il 3 ottobre 1964 per il programma americano Shindig.
Le canzoni erano state tolte dalle scalette dei concerti nel 1963, ma vennero riprese il 17 settembre dell'anno seguente, in occasione di un concerto a Kansas City, mandando il pubblico in visibilio. Un mese dopo, il 18 ottobre, vennero registrati due nastri del brano: il primo venne incluso su Beatles for Sale del dicembre dello stesso anno, mentre il secondo sull'Anthology 1. In quella circostanza la prestazione del gruppo fu energica e brillante, e l’esecuzione vocale di Paul si rivelò notevole, data anche la confidenza con i due brani acquisita negli spettacoli live. Gli altri tre Beatles – anche Ringo, notoriamente poco incline a partecipare ai cori – contribuirono con calore alle risposte “hey hey hey” e ai battimani.

### Formazione
- Paul McCartney: voce, basso elettrico, battimani
- John Lennon: cori, chitarra ritmica, battimani
- George Harrison: cori, chitarra solista, battimani
- Ringo Starr: batteria, battimani
- George Martin: pianoforte[2]